# アルヤン・スヴィンケルス
アルヤン・スヴィンケルス（Arjan Swinkels、1984年10月15日）は、オランダ・北ブラバント州ムールヘステル出身の元サッカー選手。現役時代のポジションはDF。
「アーリヤン・スウィンケルス」とも表記される。

## クラブ経歴
2005年9月18日、ローダJC戦でプロデビューを果たした。プロ2年目はしばらくベンチ生活が続いたが、4月からレギュラーの座を確保した。そのシーズン最終節のFCトゥウェンテ戦で後半アディショナルタイム、相手FWの放ったシュートゴールライン上でクリアしたが、このシュートを防いだことでヴィレムIIは降格を免れた。
2012年夏、リールセSKに移籍したが、加入直後に腰の負傷を患った。
2015年2月2日、エールステ・ディヴィジのローダJCに1年契約で移籍した。
2018年4月12日、KVメヘレンと1年契約を交わした。
2020年7月13日、実に4年ぶりとなるオランダ復帰を果たす舞台としてスヴィンケルスはVVVフェンローを選んだ。契約期間は1年。